# Tefrochronologie

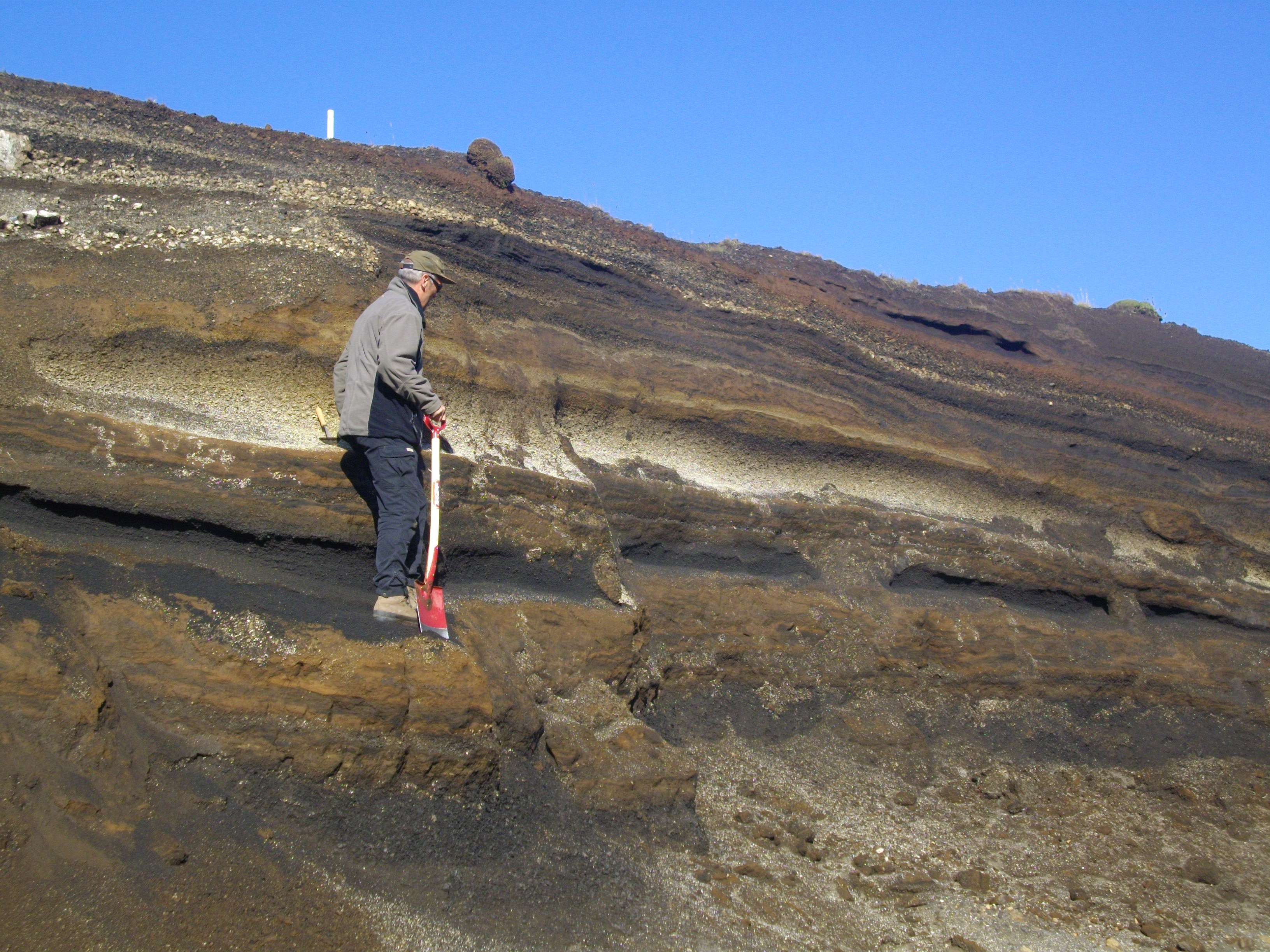
Tefra-lagen in zuid-centraal IJsland.

Tefrochronologie is een dateringsmethode in de aardwetenschappen.
Met tefrochronologie probeert men afzettingen te dateren waarin vulkanische as (tefra) voorkomt. De uitstoot van elke vulkaan heeft een unieke chemische samenstelling, een soort van chemische vingerafdruk. Door gevonden tefra chemisch te analyseren en te vergelijken met bekende chemische samenstellingen van vulkanische as kan een uitspraak gedaan worden over van welke vulkaan de as afkomstig is.
De as kan ook radiometrisch gedateerd worden, afhankelijk van de chemische elementen die het bevat (zoals zirkoon, lood of strontium). Afzettingen die as bevatten kunnen zo relatief gedateerd worden (afgezet vóór of na een bepaalde vulkaanuitbarsting). As van uitbarstingen van de Vesuvius, de Hekla op IJsland en Santorini wordt vaak gevonden in afzettingen in Europa. Voor de datering van afzettingen in Nederland is vooral de tefra van de Laacher See uitbarsting (zo ongeveer 12.940 jaar geleden) van belang.